# Umberto Fiori

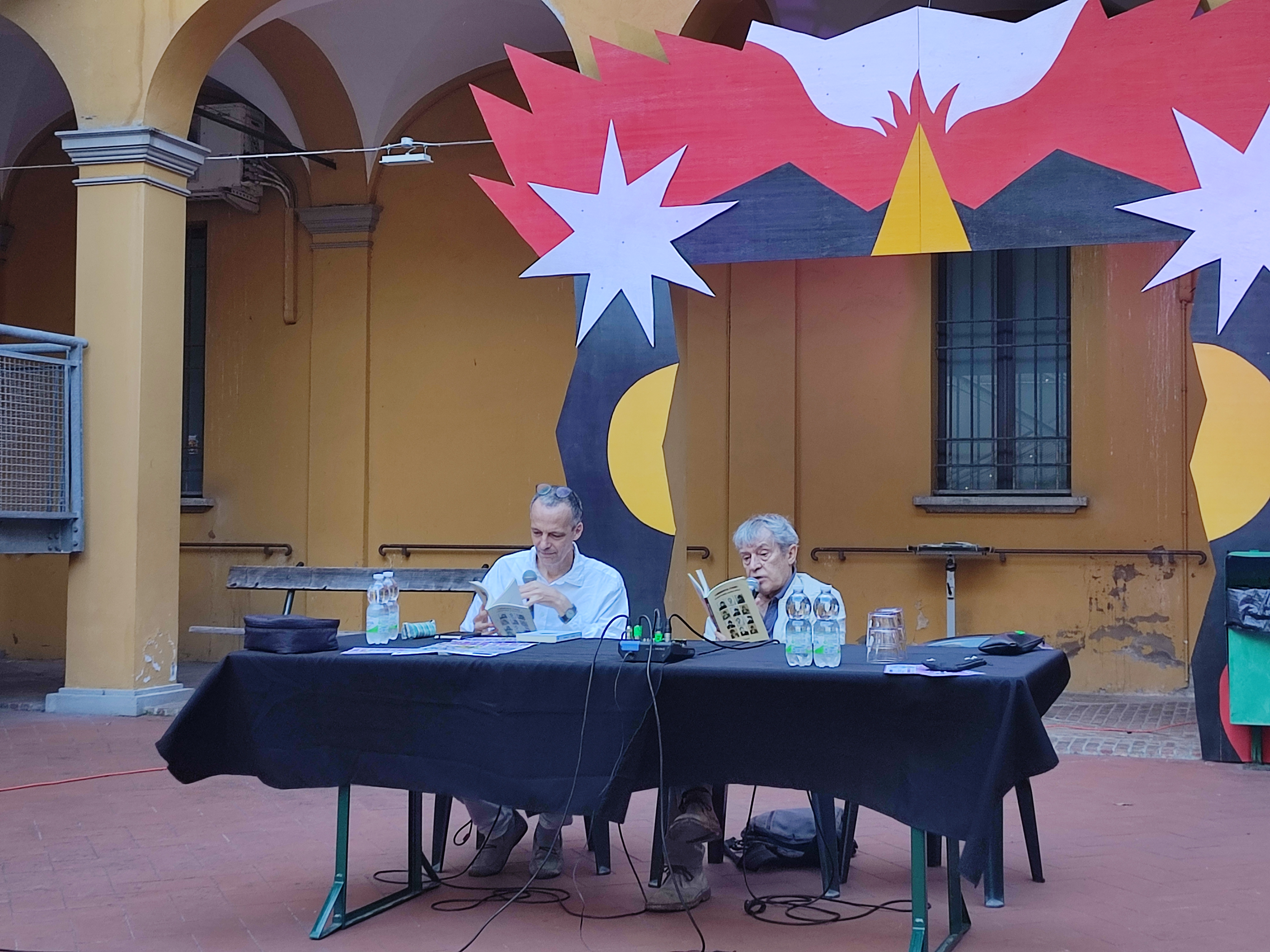
Stefano Colangelo e Umberto Fiori a Bologna nel 2023

Umberto Fiori (Sarzana, 1949) è un musicista, scrittore e poeta italiano.

## Biografia
Nato a Sarzana nel 1949, dal 1954 vive a Milano, dove si è laureato in filosofia.
Negli anni della contestazione entrò a far parte come voce e chitarrista (e più tardi come autore) del gruppo rock Stormy Six, che ottenne successo con l'uscita dell'album Un biglietto del tram. Brani come Stalingrado, Dante di Nanni e La fabbrica ne fecero «un disco-simbolo del movimento di protesta». Il gruppo divenne una presenza fissa nelle principali manifestazioni musicali del periodo, come quella svoltasi nel 1975 presso Parco Lambro a Milano.
Lasciato il mondo della musica nei primi anni Ottanta, Fiori si dedicò a tempo pieno alla poesia, alla quale si era già interessato prima della parentesi musicale, come ha raccontato nella raccolta di saggi Scrivere con la voce, in cui ha indagato il rapporto con la canzone, domandandosi se essa possa essere considerata poesia. Nel 1986 l'autore pubblicò il suo primo libro di versi intitolato Case (San Marco dei Giustiniani), al quale seguirono, tutte edite da Marcos y Marcos, le raccolte Esempi (1992), Chiarimenti (1995), Parlare al muro (1996), Tutti (1998) e La bella vista (2002).
Fiori ha inoltre collaborato con il compositore Luca Francesconi, per il quale ha scritto due libretti d'opera, Scene e Ballata, e numerosi altri testi.
Insegnante e saggista, ha collaborato come docente di Letteratura italiana contemporanea presso l’Università degli Studi di Milano.
Ha pubblicato anche un romanzo breve, dal titolo La vera storia di Boy Bantàm (Le Lettere, 2007) e la raccolta di saggi sulla poesia La poesia è un fischio (Marcos y Marcos, 2007).
Nel 2009 è uscito il libro di poesie Voi (Mondadori). Nel 2014 è uscito un volume in cui sono raccolti tutti i testi editi, più degli inediti: Poesie 1986-2014 (Mondadori).
Nel 2019 ha pubblicato per Marcos y Marcos il romanzo in versi Il Conoscente.
Nel 2023 sono usciti per Garzanti la raccolta di poesie Autoritratto automatico e per Manni Editori il saggio di poetica Le case vogliono dire.

## Opere

### Poesia
- Case, Genova, San Marco dei Giustiniani, 1986, ISBN 88-7494-045-9
- Esempi, Milano, Marcos y Marcos, 1992 (2004), ISBN 88-7168-457-5
- Chiarimenti, Milano, Marcos y Marcos, 1995, ISBN 88-7168-124-X
- Parlare al muro, Milano, Marcos y Marcos, 1996, ISBN 88-7168-156-8
- Tutti, Milano, Marcos y Marcos, 1998, ISBN 88-7168-224-6
- La bella vista, Milano, Marcos y Marcos, 2002, ISBN 88-7168-340-4
- Voi, Milano, Mondadori, 2009, ISBN 88-04-58847-0
- Poesie 1986-2014, Milano, Mondadori ("Oscar Poesia"), 2014, ISBN 978-88-04-63572-7
- Il Conoscente, Milano, Marcos y Marcos, 2019, ISBN 978-88-7168-847-3
- Autoritratto automatico, Milano, Garzanti, 2023, ISBN 978-88-1100-563-6
- Le case vogliono dire, San Cesario di Lecce, Manni, 2023, ISBN 978-88-3617-241-2

### Romanzi
- La vera storia di Boy Bantàm, Milano, Le Lettere, 2007, ISBN 978-88-6087-056-8

### Saggi
- Scrivere con la voce, Milano, Unicopli, 2003, ISBN 978-88-40008202
- La poesia è un fischio. Saggi 1986-2006, Milano, Marcos y Marcos, 2007, ISBN 978-88-7168-457-5
- Il metro di Caino, Roma, Castelvecchi, 2022, ISBN 978-88-3290-740-7